# Il piacere (film 1985)
Il piacere è un film di genere erotico del 1985 diretto da Joe D'Amato (accreditato come Federico Slonisko) e interpretato da Lilli Carati e Laura Gemser.

## Trama
Gerard amava follemente Leonora, prima che quest'ultima morisse. Quand'ella era ancora in vita, l'uomo registrava tutte le sue esperienze sessuali su un magnetofono. Qualche tempo dopo la di lei dipartita, si presenta alla sua casa Ursula, figlia di Leonora con un partner precedente e di cui Gerard è il nuovo tutore. La ragazza però, vuole sostituirsi alla madre e intende in tutti i modi perdere la propria verginità ad opera di Gerard. Allo scopo di eccitarlo, Ursula, comincia a truccarsi come la madre e, ascoltando le registrazioni degli amplessi dei loro genitori, cerca di ricreare le stesse situazioni.

## Produzione

Il film in programma al cinema Quirinale a Roma 1985

Il film è ambientato a Venezia in epoca fascista ed è chiaramente ispirato a La chiave di Tinto Brass ma, a differenza del film del regista veneziano, in cui il protagonista annotava tutto su un diario, in questo film il protagonista usa un magnetofono.

## Accoglienza
Il film ha superato la censura italiana il 12 giugno 1985 e, pur essendo stato realizzato in economia, ha incassato ben 3 miliardi, superando di gran lunga il già positivo bilancio del precedente L'alcova, diretto sempre da Joe D'Amato.